# Église Saint-Orens-et-Saint-Louis de Miradoux
L'église Saint-Orens-et-Saint-Louis de Miradoux est une église catholique située à Miradoux, dans le département français du Gers.

## Présentation

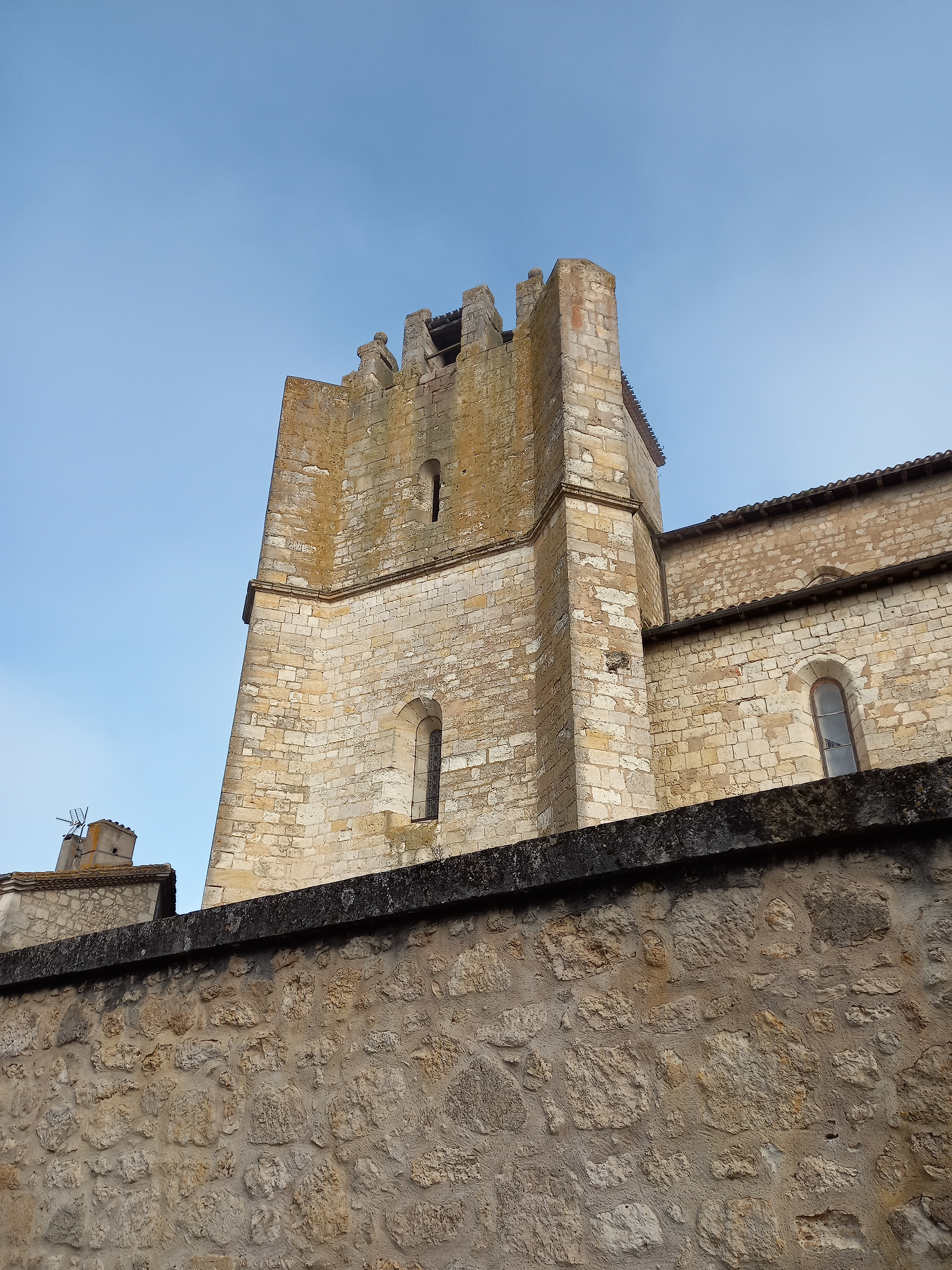
L'ancien donjon devenu clocher.

L'église date du XVIe siècle et du XIXe siècle, elle fut construite à l'emplacement du château fort détruit probablement au XIVe siècle et avec ses matériaux. De l'édifice militaire ne subsiste que le donjon avec son escalier en colimaçon et ses meurtrières, qui a été transformé en clocher, inachevé. 
Le pouillé de l'archevêché d'Auch mentionne l'église de Miradoux en 1381-1382.
L'église a dû être reconstruite vers 1530 sur les ruines d'une église romane. Pour sa construction, on a repris le plan des églises méridionales avec une nef à trois travées avec des voûtes en ogives et de chapelles latérales romanes contrebutant le vaisseau central et se terminant par un chœur à larges verrières. Le portail est de style Renaissance.
En 1599, le parlement de Toulouse a ordonné la réparation de la toiture et de la voûte qui était partiellement effondrée.
Dans une châsse d'argent du XVIIIe siècle sont conservées les reliques de saint Orens. 
Autre relique, profane : un boulet de canon de la bataille de février-mars 1652, que commémore aussi une procession à la Saint-Joseph.
L'église est classée au titre objet des monuments historiques depuis 1978,.

## Description

### Intérieur

#### Lanefet lechœur
La chaire est placée à gauche de la nef.
Dans le chœur, l'ancien maître autel et le tabernacle sont en marbre blanc et rose.

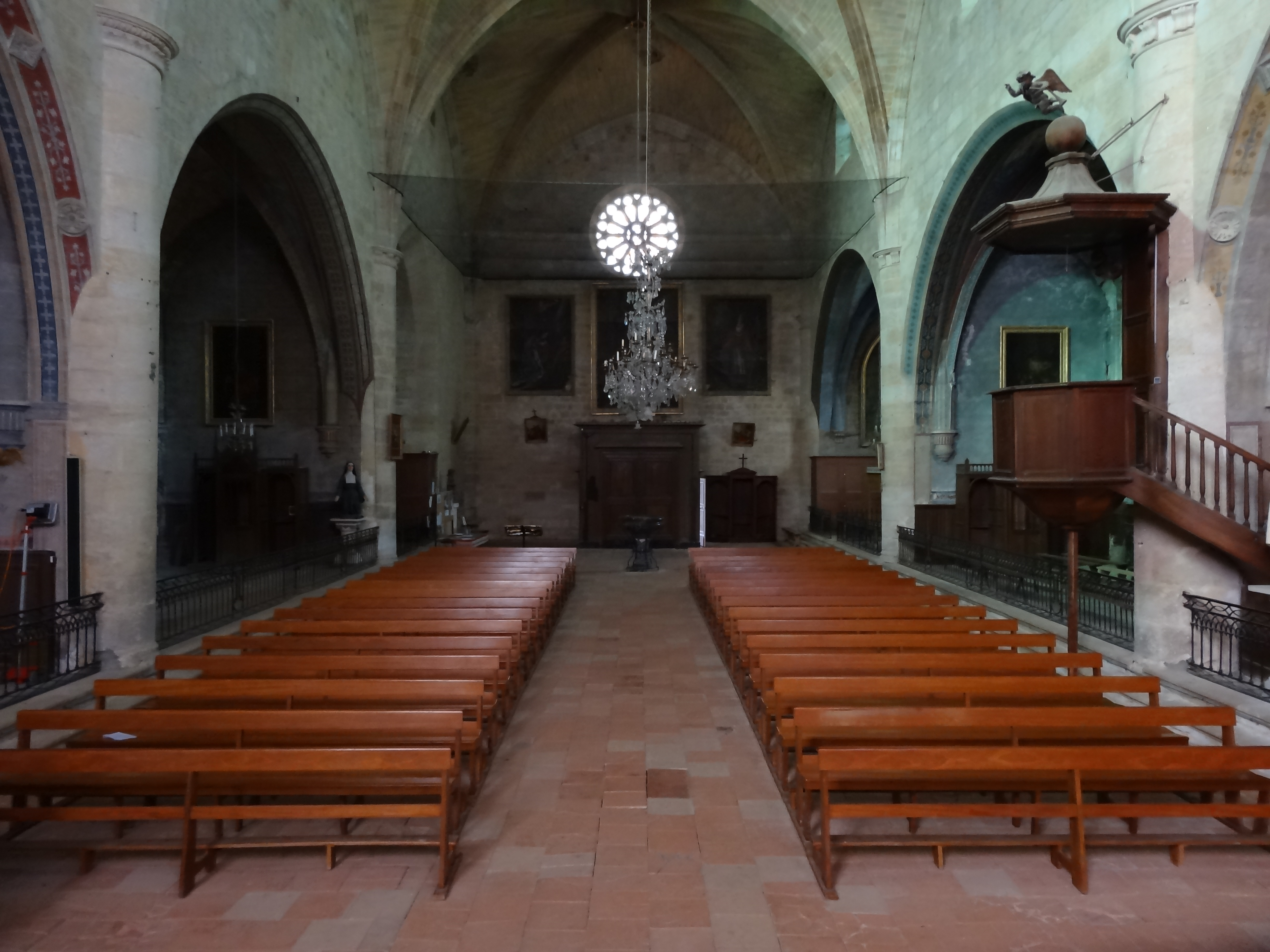
La nef et la chaire.
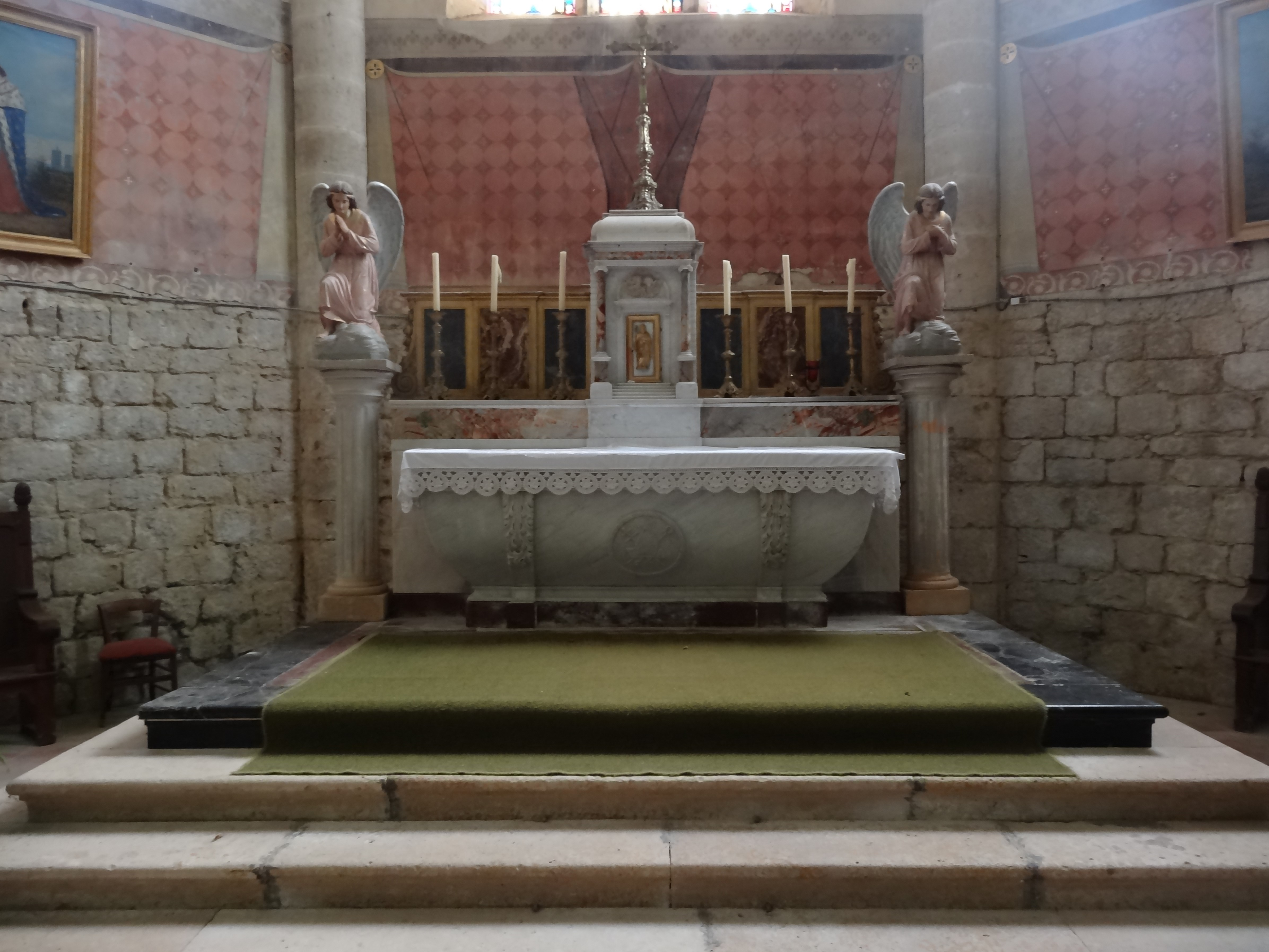
L'autel et le tabernacle.

#### Lesvitrauxde l'abside

##### Ensemble de vitrail n°1
Mise en scène de la crucifixion
- Au centre, le Christ aux liens ;
- À gauche, la Vierge Marie ;
- À droite, saint Jean l'évangéliste ;
- Au sommet : Dieu le Père et le Saint-Esprit.

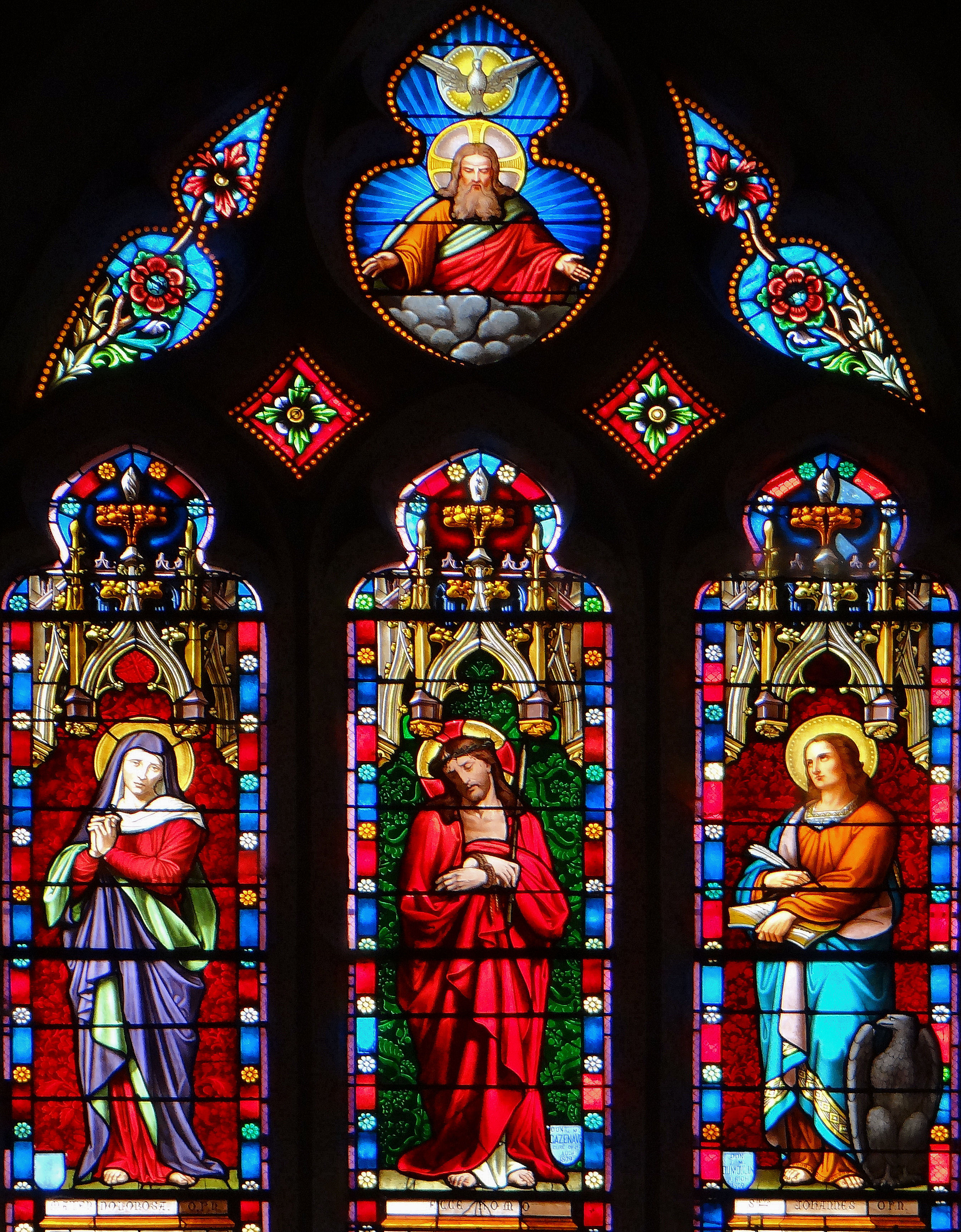
Photographie de l’ensemble décrit.

##### Ensemble de vitrail n°2
Partie supérieure (de gauche à droite)
- Sainte Félicité avec ses sept fils, sainte Anne, sainte Candide.

Partie inférieure (de gauche à droite)
- Saint Pierre, saint Orens, saint Antoine le Grand.

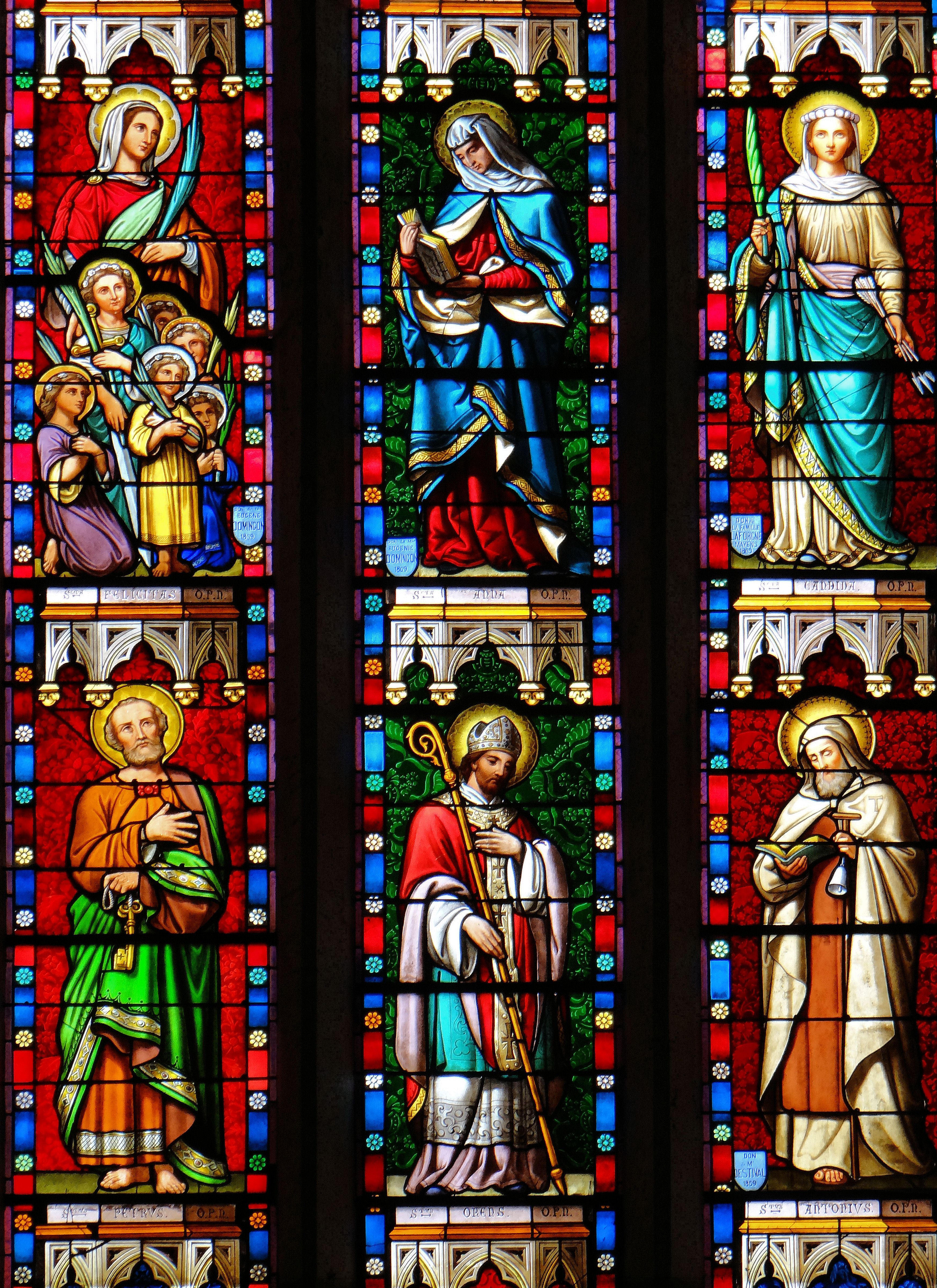
Photographie des deux parties.

## Mobilier
Sont inscrits à l'inventaire des monuments historiques : 
- Un tableau de la Vierge à l'Enfant datant du XVIIe siècle[3].
- Un tableau de saint Martin partageant le manteau datant du XVIIIe siècle[4].

## Galerie

L'église Saint-Orens-et-Saint-Louis
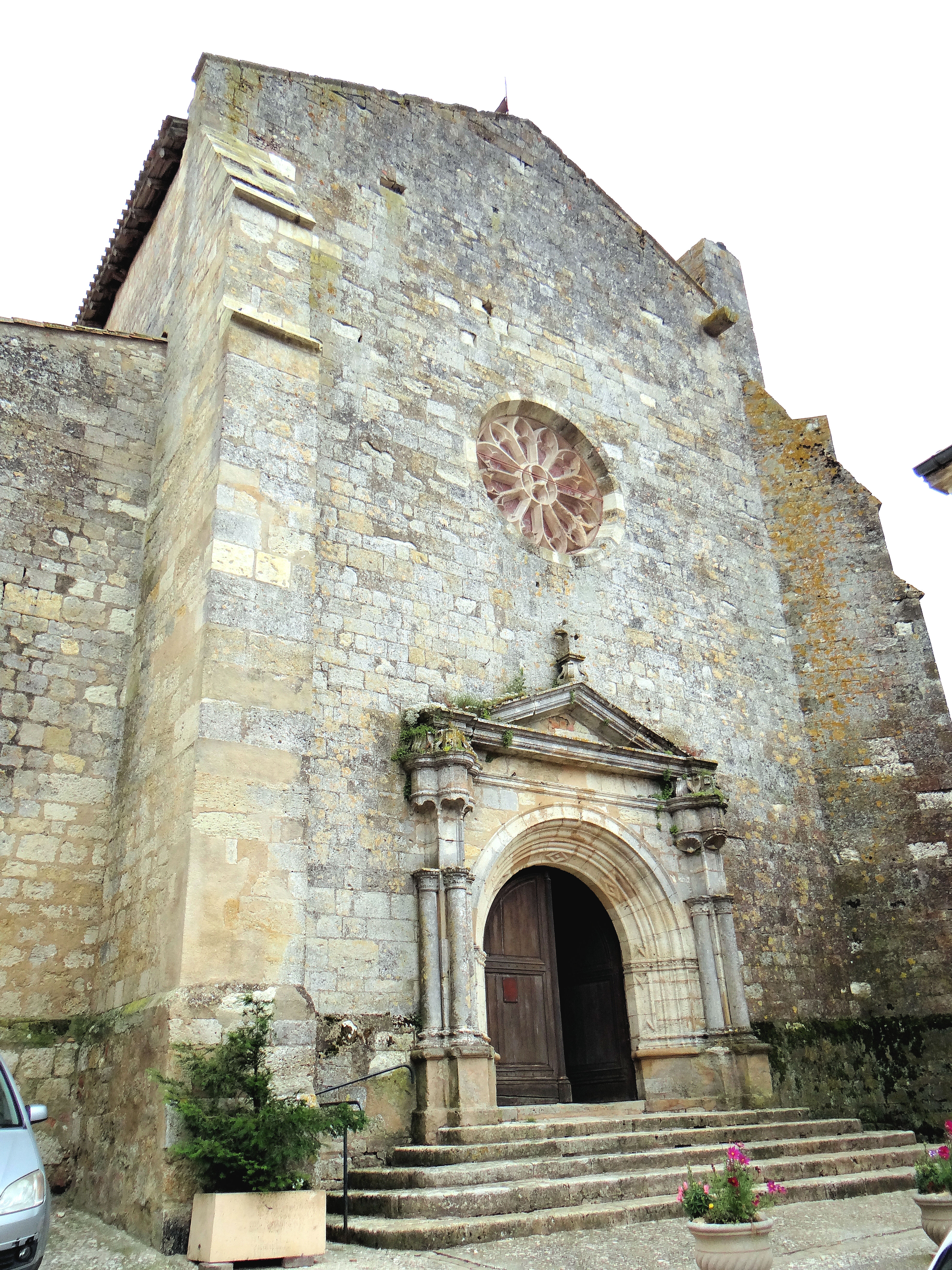
La façade ouest et le portail Renaissance.
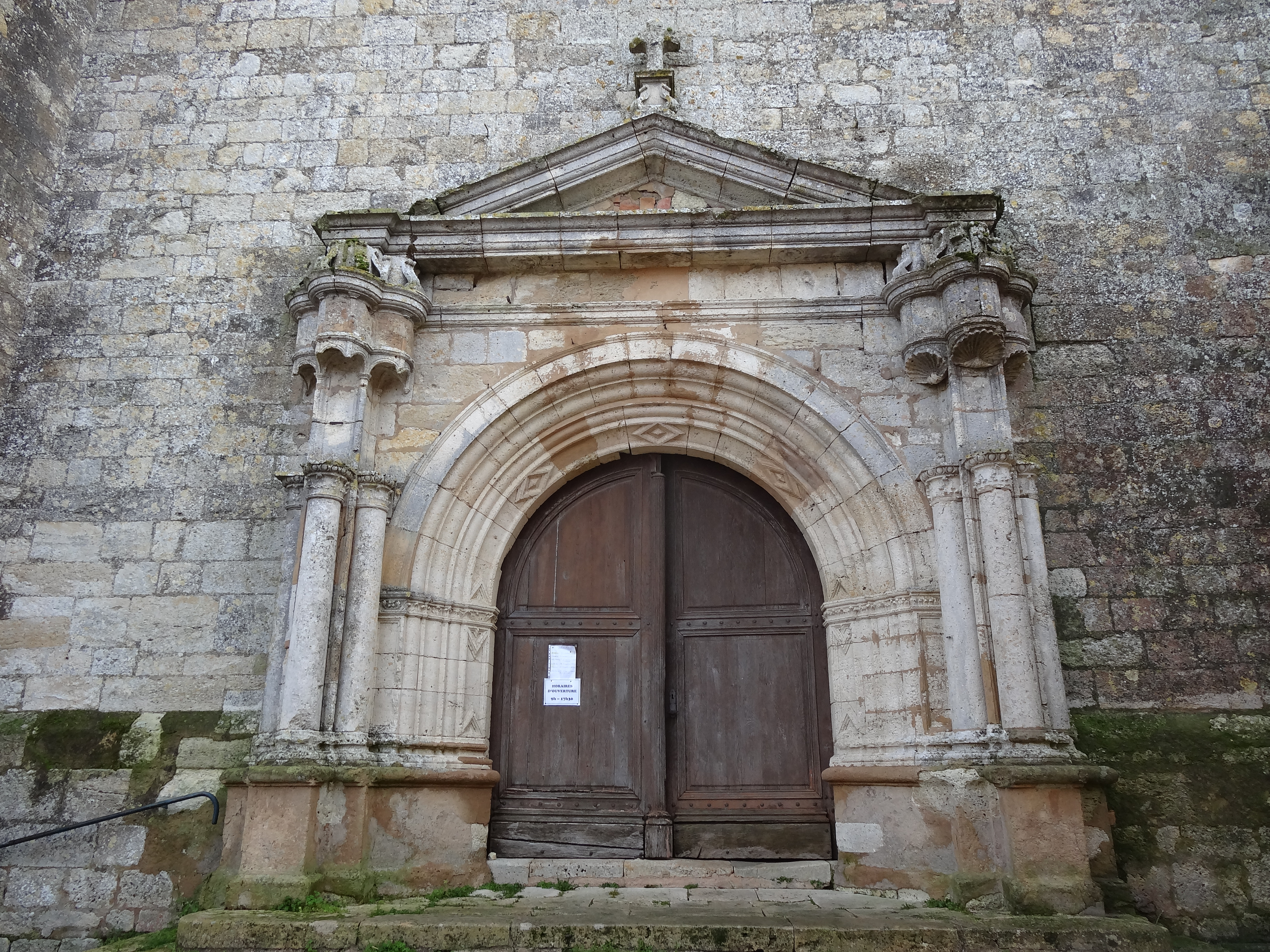
Vue rapprochée du portail.
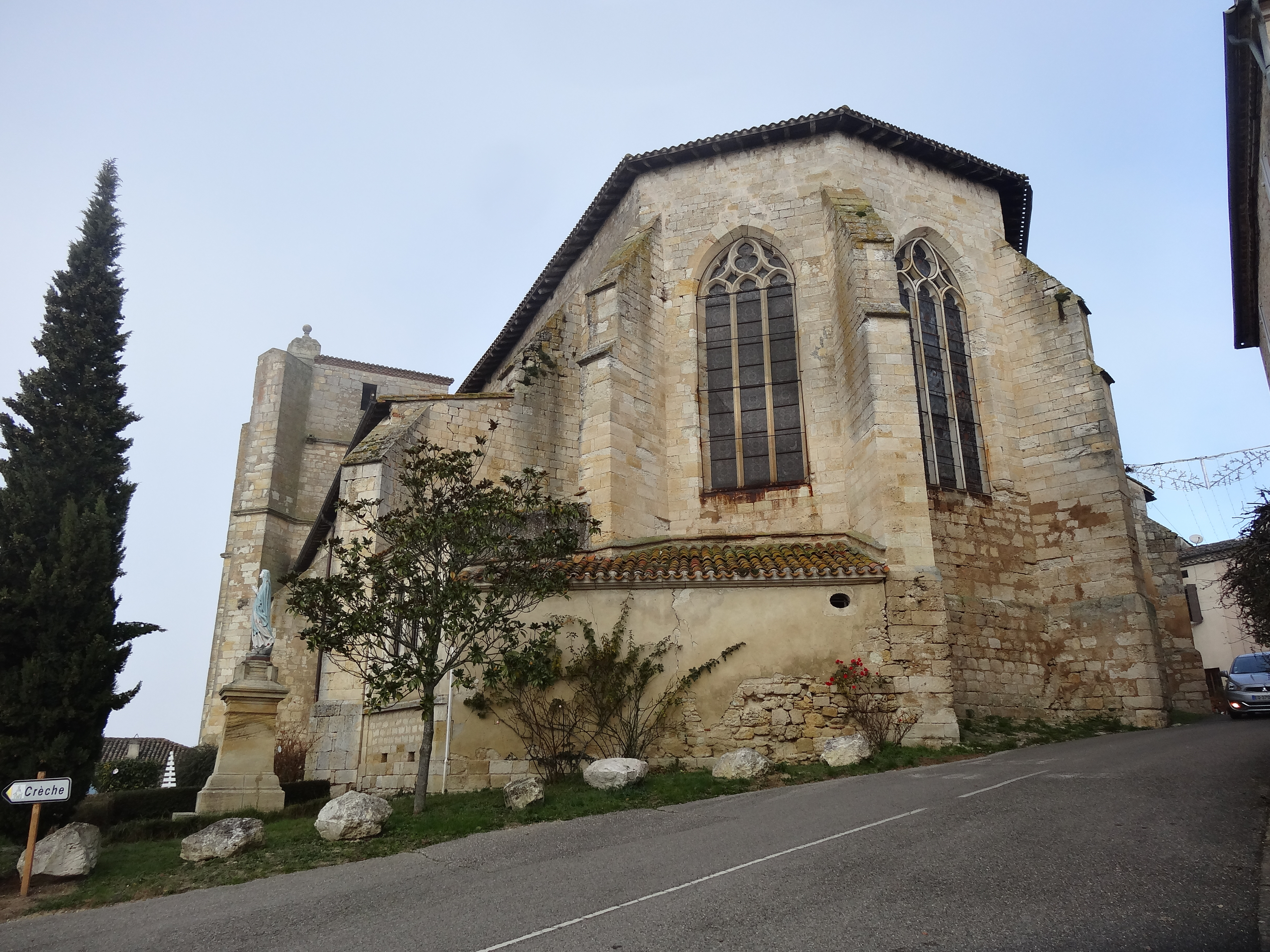
Le chevet.
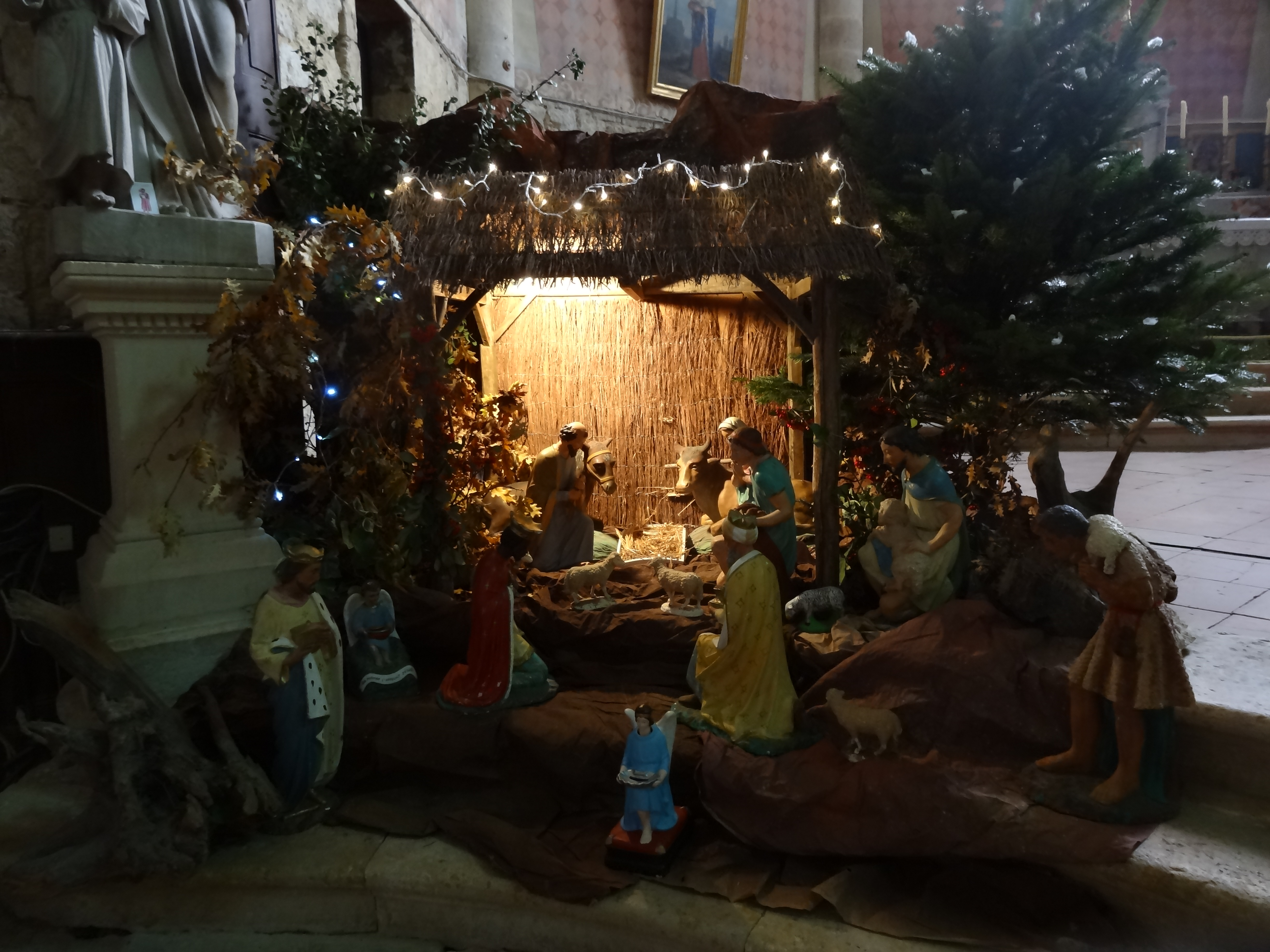
Crèche de l'église à l’occasion de la Ronde des Crèches.
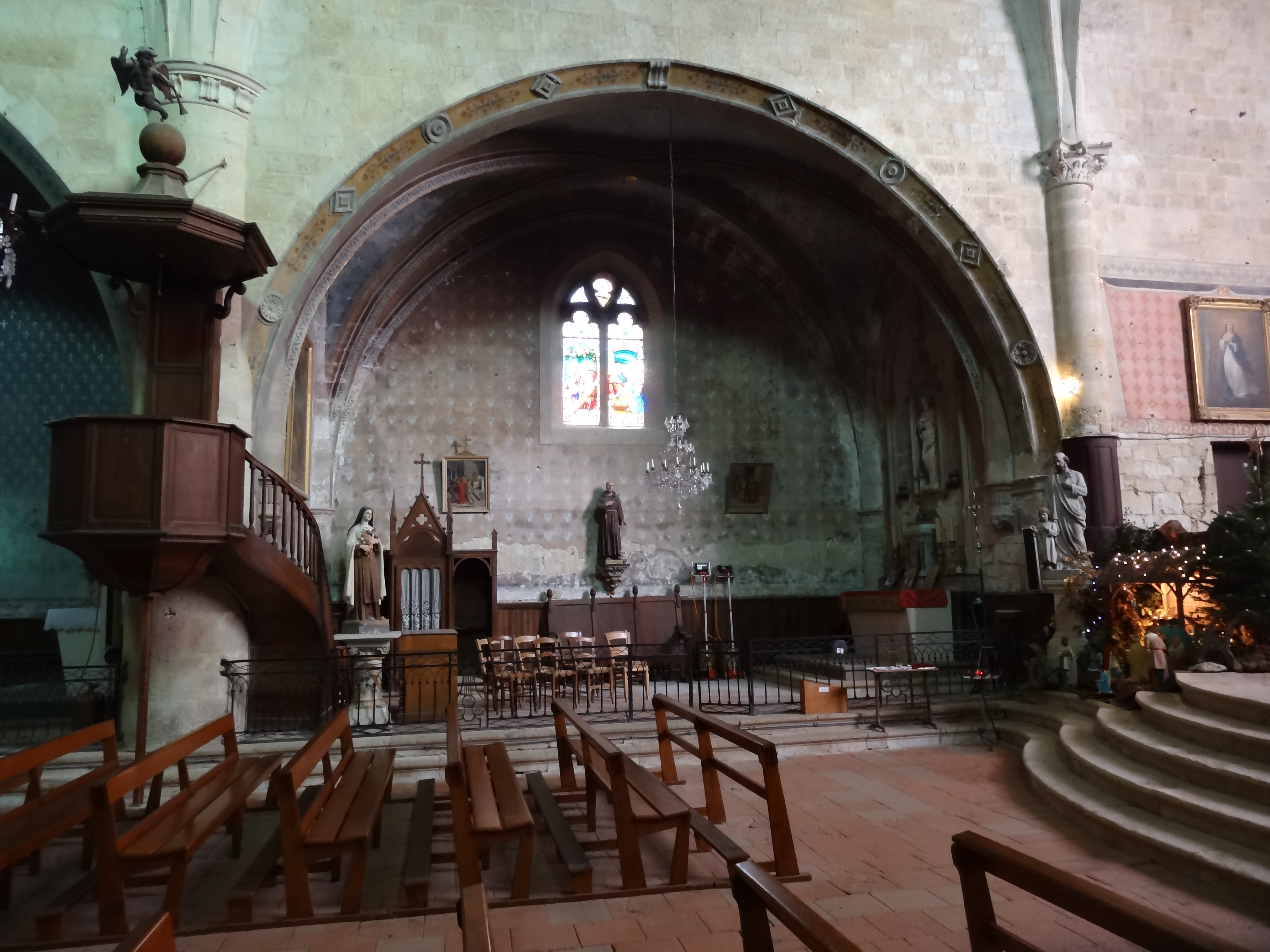
Une des chapelles latérales.
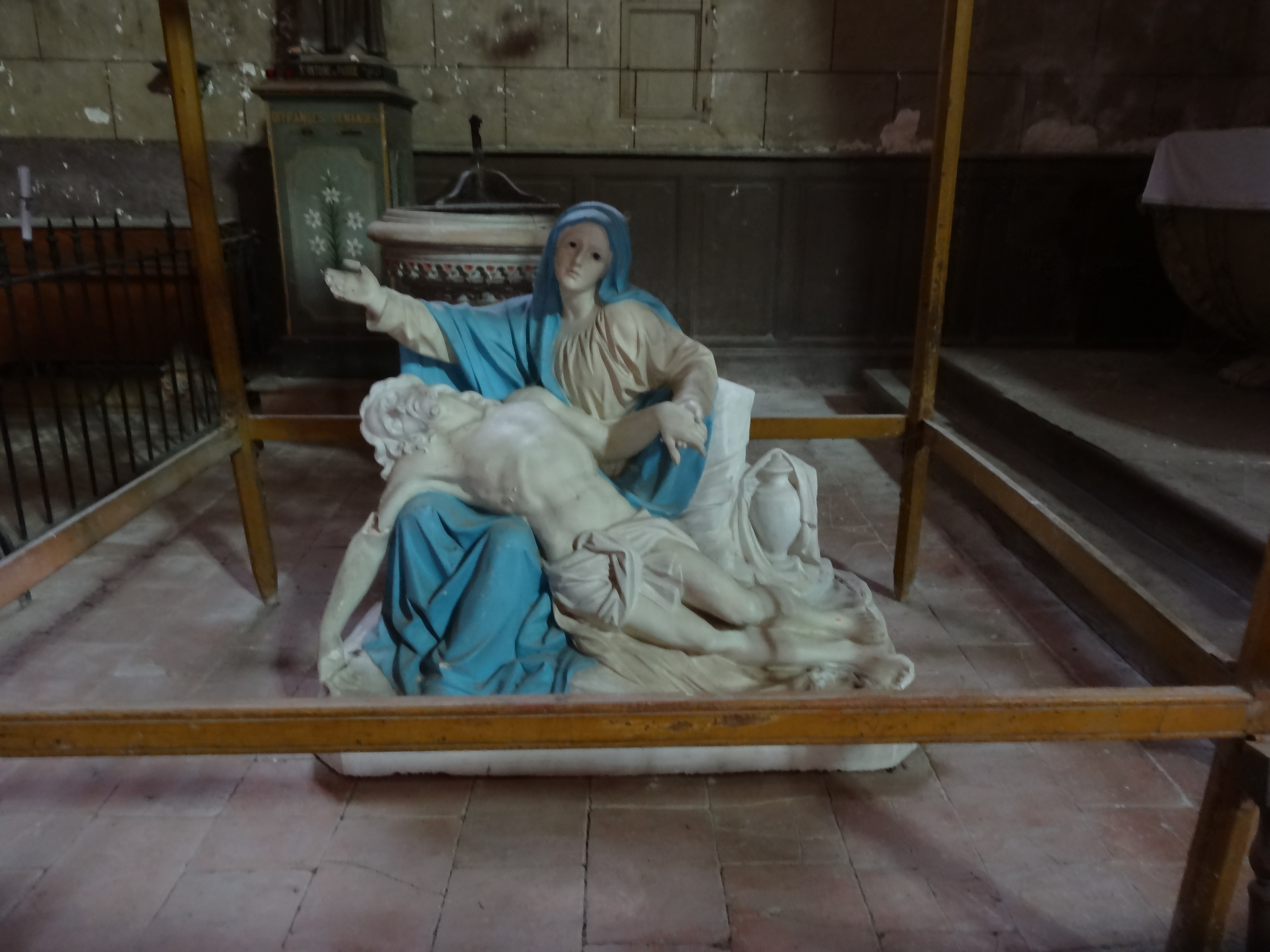
Statue.
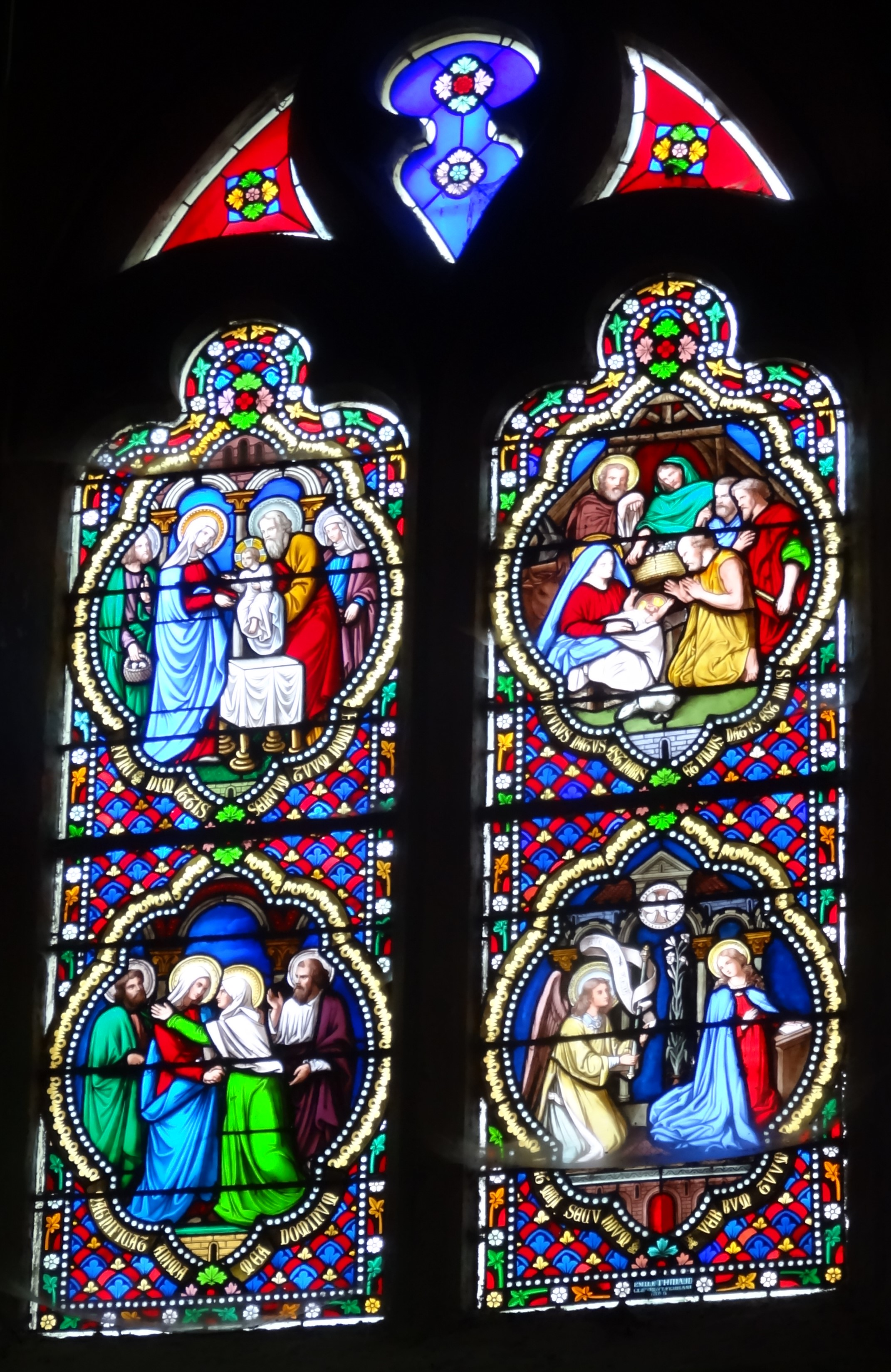
Vitrail.